# Алайско-Памирская экспедиция 1928 года
Алайско-Памирская экспедиция 1928 года (также известная как Советско-германская Алайско-Памирская экспедиция) была проведена в 1928 году Академией наук СССР и Чрезвычайной ассоциацией германской науки. Вместе с учёными в работе экспедиции приняли участие четыре альпиниста из Немецкого и Австрийского альпинистского клуба. Пятимесячная экспедиция в Алайскую долину и Заалайский хребет на Памире проходила под руководством Николая Петровича Горбунова и Вилли Рикмера Рикмерса. Заместителями руководителя экспедиции были геодезист и картограф Ричард Финстервальдер и геолог Дмитрий Щербаков.

## Предыстория
В 1913 году в районе Памира работала экспедиция Австро-Немецкого Альпклуба.

## Исследовательская работа
Советские участники экспедиции отвечали за минералогические, петрографические, геодезические и астрономические исследования, в то время как немецкие и австрийские участники отвечали за геологические, топографические, картографические, гляциологические и лингвистические исследования.
Экспедиция в начале 1928 года вышла в горы из Оша. Некоторое время проводила исследования в районе озера Каракуль. Основной проблемой была идентификация пика Ленина среди нескольких гор-шеститысячников. Экспедиция обнаружила ледник Федченко, прошла долиной реки Ванч и обнаружила несколько перевалов, через долину реки Муксу вернулась к пику Ленина. Через перевал Крыленко трем участникам экспедиции удалось подняться на пик Ленина (интересно, что они вначале перепутали пик Ленина с пиком Октябрьский). В октябре 1928 года экспедиция вернулась в Ош.
Для составления карты региона было сделано около 400 фотограмметрических изображений. Впервые был измерен ледник Федченко, который является самым длинным ледником за пределами полярных регионов.
25 сентября 1928 года Карл Вин, Ойген Аллвейн и Эрвин Шнайдер совершили первое восхождение на пик Ленина высотой 7134 м, который в то время был самой высокой покорённой вершиной в мире.
Экспедиция также провела исследования гор Памира, в результате которых самой высокой горой СССР оказался пик Коммунизма, а не пик Ленина.

## Участники
Немецкая и советская стороны представили по одиннадцать научных сотрудников экспедиции. Вспомогательные отряды включали помощников, носильщиков и переводчиков, всего вспомогательный отряд состоял из 65 человек, в их распоряжении было 160 лошадей и 60 верблюдов.
- Советский отряд экспедиции: Беляев (астроном), И. Г. Дорофеев (топограф), Николай Горбунов (общий руководитель), К. В. Исаков (геодезист), Николай Корженевский (географ), Александр Николаевич Лабунцов (минералог), Михалков (геофизик), Рейхардт и Соколов (зоологи) Щербаков (геолог и научный руководитель), Р. Р. Циммерманн (метеоролог) и доктор Россель. На короткое время к экспедиции присоединялись Отто Шмидт, Николай Крыленко, Елена Розмирович.

- Немецкий отряд экспедиции: Ойген Аллвейн (врач и альпинист), Ганс Бирсак (топограф), Филипп Борхерс (альпинист), Ричард Финстервальдер (фотограмметрист), Франц Кольгаупт (врач и альпинист), Вольфганг Ленц (лингвист), Людвиг Нёт (геолог), Уильям Фредерик Рейниг (зоолог), Вилли Рикмер Рикмерс (руководитель), Эрвин Шнайдер (альпинист), Карл Вин (студент-физик и альпинист).